# Мирный (Дергачёвский район)
Мирный — посёлок в Дергачёвском районе Саратовской области в составе сельского поселения Зерновское муниципальное образование.

## География
Находится на расстоянии примерно 38 километров по прямой на юг-юго-запад от районного центра поселка Дергачи.

## История
Официальная дата основания 1929 год. Первоначальное название поселка было Жёлтый. Существует две версии этого названия: во-первых, по названию пруда, во-вторых, по фамилии бывшего землевладельца Желтова. Сначала поселок  был центральной усадьбой совхоза «Алтатинский», а потом приобрел нынешнее наименование.

## Население
Постоянное население составляло 544 человека в 2002 году (татары 32%, казахи 37%, русские 28%) , 479 в 2010.